# Stazione di Lanciano
La stazione di Lanciano è la stazione ferroviaria capolinea della ferrovia Sangritana. Serve il comune di Lanciano, in provincia di Chieti.
È gestita da Società Unica Abruzzese di Trasporto (TUA).

## Storia
Verso la metà degli anni 1990, il crescente declino della ferrovia Sangritana (che aveva portato alla sospensione della linea Ortona Marina-Crocetta nel 1981, e alla soppressione della Archi-Atessa nell'aprile 1982) spinse la società Ferrovia Adriatico Sangritana a cercare nuove soluzioni di continuità attraverso accordi con Rete Ferroviaria Italiana (RFI). Con l'orario estivo del 1994 furono così istituiti collegamenti da San Vito-Lanciano a Teramo e San Benedetto del Tronto. Con il raddoppio della ferrovia Adriatica, avvenuto nel 2005, furono incluse in queste nuove tratte le nuove stazioni di San Vito-Lanciano e Fossacesia-Torino di Sangro, prolungando inoltre il tragitto fino a Vasto-San Salvo e Termoli.
A seguito della definitiva sospensione della storica linea San Vito Marina-Castel di Sangro, avvenuta il 9 dicembre 2006 e che avrebbe, di conseguenza, tagliato fuori Lanciano dai nuovi collegamenti ferroviari, a causa della chiusura al traffico passeggeri della storica stazione situata nel centro cittadino, furono ultimati i lavori di realizzazione del nuovo impianto, situato alle spalle della parrocchia di Sant'Antonio da Padova e capolinea del nuovo tracciato di poco più di 9 km, che si allaccia con la linea Adriatica presso la nuova stazione di San Vito-Lanciano. L'inaugurazione è avvenuta il 15 marzo 2008.

## Strutture e impianti
La stazione è situata nel moderno quartiere di Sant'Antonio (così chiamato per la parrocchia omonima), nei pressi della strada statale 84 Frentana, del commissariato di polizia e dell'ospedale Renzetti.
Il fabbricato viaggiatori è costituito da una palazzina in cemento bianco e mattoncini rosa. All'interno si trovano gli uffici dei ferrovieri, la biglietteria, la sala d'attesa e un bar. L'impianto è circondato da un ampio parcheggio, in cui sosta il bus diretto al centro cittadino, gestito da Società Unica Abruzzese di Trasporto (TUA).

### Piazzale ferroviario
Il piazzale ferroviario è situato al di sotto della struttura, ed è accessibile da quest'ultima grazie ad una scalinata; è costituito da due banchine prive di sottopassaggio e quattro binari (due di transito e due di deposito treni). Adiacente al piazzale vi è anche un deposito locomotive, scavato al di sotto del parcheggio sopraelevato.

## Movimento
La stazione è servita da treni regionali svolti dalla Società Unica Abruzzese di Trasporto (TUA).

## Servizi
La stazione dispone di:
- Biglietteria a sportello
- Sala d'attesa
- Servizi igienici
- Bar

## Interscambi
- Bus navetta gestito da TUA per il centro di Lanciano
- Taxi